# Francisco Fernandes Lopes
Francisco Fernandes Lopes (Olhão, 27 de Outubro de 1884 - 6 de Junho de 1969) formou-se em medicina, mas notabilizou-se porém pelo seu vasto saber enciclopédico, tendo escrito dezenas de textos sobre os mais variados assuntos. Existe uma escola secundária com o seu nome em Olhão.

## Biografia
Nascido no seio de uma família olhanense, Francisco Fernandes Lopes fez a escola primária em Olhão, passando posteriormente a estudar no Liceu de Faro. Logo aí começou a destacar-se, senão pelo seu génio, pelo menos pela sua memória, pois chegou a saber de cor todo o primeiro Canto d'Os Lusíadas, e mais duas centenas e meia de versos de outros episódios. Segue então para Lisboa, para finalizar os estudos que o conduzirão à Universidade, tendo sido aparentemente influenciado por Francisco Pulido Valente para cursar medicina. Francisco Fernandes Lopes também conheceu, ainda em Lisboa, uma plêiade de futuras personalidades ilustres e reconhecidas nas mais diversas áreas: os irmãos Pedro e Luís de Freitas Branco, Ivo Cruz, , Leonardo Rey Colaço de Castro Freire, Câmara Reis, Almada Negreiros, Ruy Coelho.
Ingressou então na Faculdade de Medicina de Lisboa, onde finalizou a licenciatura, em 1911, com uma média de 18 valores. Em 1916 finalmente doutorou-se, com a brilhante média de 19 valores, depois de apresentar uma tese sobre "Drogas e Farmacopeia". Obteve logo convites para leccionar nesta Faculdade, mas renuncia e regressa à sua vila natal. Resposta negativa semelhante deu a Leonardo Coimbra que o viria a convidar para ser professor de Filosofia da Faculdade de Letras da Universidade do Porto, e a Fernando Pessoa, que, segundo três cartas datadas de 1919, convidou-o para um projecto de edição de uma revista sobre cultura portuguesa dedicada a estrangeiros. Para Fernando Pessoa, apenas Francisco Fernandes Lopes e mais uns poucos (nunca referidos mas que seriam "[quase] numericamente ninguém"...) teriam os golpes de génio necessários para mostrar no estrangeiro a grandeza intelectual da cultura portuguesa.
Mas Francisco Fernandes Lopes preferia ficar em Olhão, vila de pescadores que vivia um momento de prosperidade económica atendendo ao labor das pescas, navegação de cabotagem e, sobretudo, à indústria conserveira. Nessa vila viveu praticamente toda a sua vida, tendo-se retirado pontualmente em algumas ocasiões, sobretudo por motivos de investigação ou de divulgação cultural, retirando-se definitivamente daí para Lisboa apenas alguns anos antes de morrer. Divulgou como poucos o fizeram a cultura e o património de Olhão, sendo também da sua autoria o célebre epíteto de vila cubista. Publicou vários artigos sobre Olhão (em jornais e na Grande Enciclopédia Portuguesa e Brasileira) e estudou a gesta colonizadora dos marítimos olhanenses no sul de Angola, em finais do séc. XIX. Foi ainda em Olhão que serviu de cicerone de várias figuras intelectuais, políticas e militares nacionais estrangeiras, como o Marechal Carl Gustaf Emil Mannerheim (herói das guerras fino-russas e Presidente da República da Finlândia), a Princesa de Lichtenstein, o Barão Boris von Skossyreff (auto-proclamado Rei de Andorra), os escritores Georges Duhamel, Jean-Louis Vaudoyer, Emile Henriot, Daniel Rops e Simone de Beauvoir, o arabista Lévy-Provençal, os pintores Mário Eloy, Fausto Sampaio e Eduardo Viana, o crítico musical austríaco Paul Stefan...
Também em Olhão fortaleceu o dinamismo cultural que já existia, organizando entre 1924 e 1928 uns "Serões Musicais", no Grémio Olhanense, onde executou dezenas de palestras, ilustradas por excertos musicais executados por um grupo ensaiado por ele próprio. Estas palestras adquiririam grande notoriedade nacional, tendo trazido a Olhão nomes importantes da música como Luís de Freitas Branco (director artístico do Teatro de S. Carlos), Ruy Coelho, Francine Benoit, e a musicóloga Ema Romero da Câmara Reis (esposa de Câmara Reis). Esta acaba por convidar Francisco Fernandes Lopes para repetir algumas das suas palestras em Lisboa (integradas num ciclo de conferências chamado Divulgação Musical), e publica-as na sua obra Seis anos de divulgação musical (Lisboa, 1929-1930). Foi no âmbito deste convite que Francisco Fernandes Lopes fez ouvir em Portugal, pela primeira vez, em 25 de Janeiro de 1932, o Pierrot Lunaire, de Schoenberg.
Francisco Fernandes Lopes escreve ainda sobre música em vários jornais regionais, nacionais e em revistas francesas da especialidade, continua os seus Serões Musicais em Olhão (1929-30) e é convidado a participar em novas conferências musicais em Lisboa (1934) e em programas radiofónicos na Emissora Nacional , onde fica célebre uma sua palestra, pela polémica - A evolução do Fado, da guitarra à sinfonia(1935).
Estudou profundamente a música das Cantigas de Santa Maria da autoria de D. Afonso X de Castela. Estas cantigas tinham um problema de decifração e Francisco Fernandes Lopes recebeu uma bolsa da Junta de Educação Nacional para as decifrar, tendo-se deslocado a Madrid, ao Escorial e a Sevilha. Em 1944, apresentou uma comunicação muito aplaudida sobre o assunto no Congresso Luso-Espanhol em Córdova e, em 1950, no II Congresso Regional Algarvio.
Francisco Fernandes Lopes também foi compositor, sendo peças suas o bailado Cristóvão Colombo,  e Balada de Fumo (publicada em 1913), assim como várias melodias para poemas de poetas nacionais, como Camões, Antero de Quental, António Sardinha, João de Deus, Cândido Guerreiro, Fernando Pessoa e João Lúcio, terá iniciado a composição de uma ópera com o libreto da Belkiss, a partir de um poema em prosa de Eugénio de Castro, que por manifesta falta de tempo não terá chegado a concluir. O seu amigo Ruy Coelho ter-lhe-á pedido para utilizar esse libreto, tendo escrito uma ópera em três actos que venceu um concurso internacional em Madrid em 1924.
Em 1937, presumivelmente a convite de Ivo Cruz, faz a primeira tradução para português da Ode à Alegria, de Schiller, muito apreciada pelos críticos da época. Luís de Freitas Branco no jornal "O Século"  escreve: "Lamentamos que o tempo e o espaço nos não permitam fundamentar largamente a nossa admiração pelo trabalho de do dr. Francisco Fernandes Lopes, que traduziu para português a Ode à Alegria de Shiller, que as vozes entoam no final. Não resistimos porém ao impulso de salientar o modo feliz como foi resolvido o difícil problema da entrada do coro sob as duas sílabas de Freude".
Francisco Fernandes Lopes também compõe a música de fundo para o Auto das Rosas de Santa Maria, escrito pelo poeta algarvio Cândido Guerreiro, que é executado em público pela Orquestra Sinfónica da Emissora Nacional  (maestro Pedro de Freitas Branco), em Sagres, no ano de 1940 no âmbito das Comemorações da Fundação da Nacionalidade.
Interessa-se também por História, sobretudo dos Descobrimentos, escrevendo vários artigos sobre a localização da Vila do Infante, sobre a inexistência da escola de Sagres, sobre a vida de Cristóvão Colombo, sobre os irmãos Corte-Real, sobre Duarte Pacheco Pereira, sobre os castros e fortalezas portuguesas em África e, sobretudo, sobre a vida do Infante D. Henrique,  com a publicação em 1960 do livro A Figura e a Obra do Infante D. Henrique, ao qual foi atribuído o único prémio no Concurso das Comemorações Henriquinas desse ano.
Dedicou-se ao estudo da Filosofia e Arte (na filosofia, dedicou-se sobretudo a Schelling, e na pintura, era um profundo conhecedor da italiana, especialmente da escola de Giotto).
Foi também director da revista Afinidades, de cultura luso-francesa, editada em Faro e Lisboa, de 1942 a 1946, que teve como colaboradores sumidades como Abel Salazar, Adolfo Casais Monteiro, André Malraux, João Gaspar Simões, Saint-Exupéry e Simone de Beauvoir.
Foi ainda professor em diversas escolas, como o Liceu Nacional João de Deus em Faro, a Escola Primária Superior de Faro (da qual foi também director durante 7 anos) e a Universidade Popular do Algarve, e de diversas disciplinas totalmente diferentes, desde as línguas - dominava o castelhano, francês, alemão, italiano e russo -, até à Matemática, História e Ciências Naturais, Geografia e Desenho.
Uma faceta menos conhecida do seu génio verdadeiramente renascentista é o facto de ter inventado vários artefactos e métodos, como por exemplo:
- um diafragma especial para melhoria do som numa grafonola lançada no mercado com o nome de Gharbe
- a nova chave para o «Verso Enigma» de Gil Vicente (1937)
- o novo sistema de transliteração Arábico-Latina (1942)
- o método prático e infalível para calcular rapidamente o dia da semana de qualquer data (1946)
- o novo sistema de nomenclatura e notação da escala musical dodecafónica e de cifragem de intervalos e acordes de toda a espécie (1952)

Como estudioso de quase tudo, Francisco Fernandes Lopes tinha uma atitude categórica para alcançar a verdade: "É preciso ir sempre até ao fundo do fundo do contrafundo de tudo quanto estudamos". Apesar da sua erudição extraordinária, o Mestre era um homem simples, distraído e até descuidado com ele próprio, quer no vestir, na alimentação, quer mesmo no dormir. Dizia que comia quando tinha fome e dormia onde quer que fosse quando tinha sono. Não renegava a sua origem social pobre e analfabeta - o pai foi comerciante de peixe - e dizia frequentemente que precisava recuperar o que os seus antepassados não puderam aproveitar. Talvez por isso, quando se casou em Olhão com Raquel Pousão do Ó (sobrinha do pintor Henrique Pousão e prima do poeta João Lúcio), em 9 de Junho de 1915, não quis trajar o melhor fato e pôs sebo nos sapatos para estes não brilharem demasiado...
Além da actividade de estudo e criação artística foi ainda um cidadão empenhado no desempenho de inúmeros cargos: Médico Municipal , Subdelegado de Saúde , Director Clínico do antigo Hospital de Nossa Senhora da Conceição, representante da Ordem dos Médicos , Ordem dos Advogados e Ordem dos Engenheiros no Conselho Municipal, Juiz de Tutoria de Infância, etc.
Em 1924 protagonizou uma agressiva polémica nos jornais regionais contra outro olhanense, Francisco Marques da Luz (escritor da época conhecido pelo pseudónimo Marcos Algarve) por este ter escrito um livro escandaloso, Amor à francesa, onde se insinuavam situações amorosas picantes entre algumas personalidades conhecidas de Olhão, nomeadamente ele próprio e outros como o cónego da vila, o que se revelava insultuoso pela inverdade.
Politicamente foi um republicano radical na sua juventude que, por vezes, se assumia como anarquista (agnóstico). Pertenceu ao corpo redactorial de uma revista mensal - a "Mocidade", publicada em Lisboa entre 1901 e 1905, que congregou jovens estudantes republicanos e libertários. Aquando da instauração da República em 1910, com 26 anos e enquanto terminava o seu curso de Medicina em Lisboa, advogava a instauração da Ditadura Republicana por um período temporário, de forma a ensinar os valores republicanos ao Povo e assim libertá-lo do jugo cultural dos caciques monárquicos da província (ver artigos publicados n'A República Portuguesa)!  Após a juventude, nunca revelou grande interesse por se engajar em visões ortodoxas e evitou a participação activa na política,  se bem que continuasse sendo um espírito simultaneamente corajoso e demasiado irreverente para a época. Nos anos de 1940, segundo relatos de alguns dos seus contemporâneos  ainda hoje vivos, Francisco Fernandes Lopes, tinha em casa, escondidos no meio de revistas diversas, alguns números do Avante - jornal oficial do Partido Comunista Português - e no Arquivo de Olhão encontra-se correspondência do Conselho Nacional de Unidade Anti-Fascista, datada de Agosto de 1944.
Sabemos que costumava assumir-se mais como anarquista que como socialista ou comunista. Nunca confiou nas ideias mais ortodoxas do socialismo científico e suas aplicações soviéticas como se pode ver de uma carta sua, datada de 1948, ao Padre Diniz da Luz.
Francisco Fernandes Lopes morreu dia 6 de Junho de 1969, não chegando a escrever uma antologia comentada de Bocage, bem como uma História da Filosofia que tinha programada (depois de ter ficado insatisfeito com a leitura da obra homónima de Bertrand Russell).
Autoria: António Paula Brito (adaptado e modificado)